# Sabicea harleyae
Sabicea harleyae är en måreväxtart som beskrevs av Frank Nigel Hepper. Sabicea harleyae ingår i släktet Sabicea och familjen måreväxter. Inga underarter finns listade i Catalogue of Life.